# Метил (Кировская область)
 Метил  — железнодорожный разъезд в Шабалинском районе Кировской области. Входит в состав Гостовского сельского поселения.

## География
Расположен на расстоянии примерно 29 км по прямой на запад от райцентра посёлка Ленинского у железнодорожной линии Свеча-Котельнич.

## История
Известен с 1939 года как кордон Митилевский, в 1950 (Метиловский лесоучасток) хозяйств 206 и жителей 693, в 1989 27 жителей. Статус разъезда с 1978 года .

## Население
Постоянное население составляло 14 человек (русские 100%) в 2002 году, 4 в 2010.